# Eulimella scillae
Eulimella scillae är en snäckart som först beskrevs av Scacchi 1835.  Eulimella scillae ingår i släktet Eulimella, och familjen Pyramidellidae. Arten är reproducerande i Sverige.

## Bildgalleri

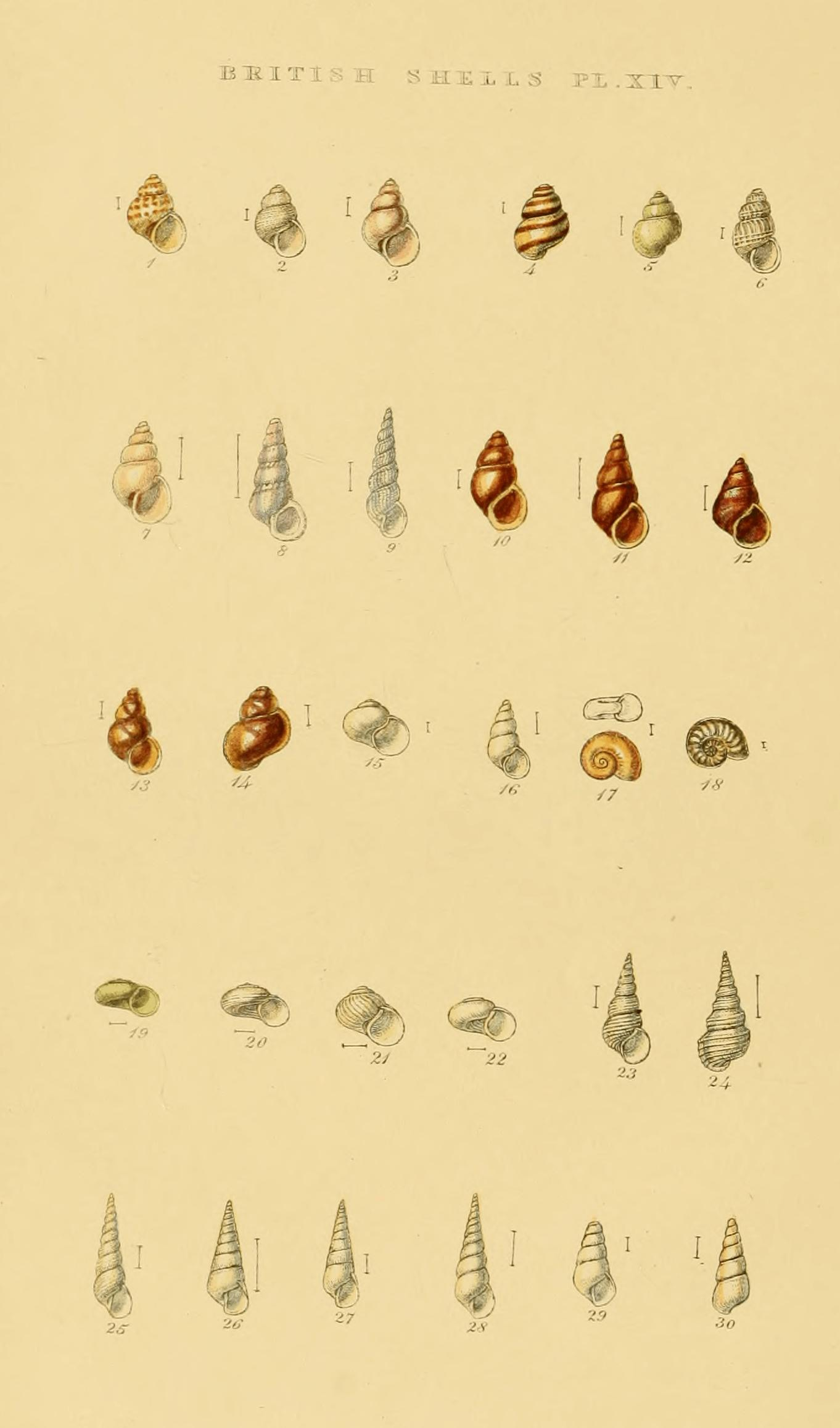